# Temporada da NHL de 1985–86
A temporada da NHL de 1985–86 foi a 69.ª temporada da National Hockey League (NHL). Vinte e um times jogaram 80 jogos cada. Esta temporada viu o Quadro de Governadores da liga introduzir o Troféu dos Presidentes, que iria para o time com o melhor desempenho geral na temporada regular. O Edmonton Oilers foi o primeiro ganhador do prêmio.
O Montreal Canadiens derrotou o Calgary Flames por 4-1 na série final para ganhar a Copa Stanley.

## Negócios da Liga
Em 13 de junho de 1985, o Quadro de Governadores da NHL votou por 17–4 em favor de alterar uma regra de penalidade. Anteriormente, penalidades menores coincidentes resultariam em um jogo de 4 contra 4. A alteração permitiu que os times substituíssem outro jogador para manter o jogo em 5 contra 5. Isto foi visto por muitos como uma tentativa para diminuir o desempenho do fortíssimo Edmonton Oilers. Wayne Gretzky teve tal fala atribuída: "Eu acho que a NHL está cometendo um grande erro. Eu acho que a NHL deveria estar mais precupada com faltas por trás e jogos de três horas antes de se preocupar com situações de 4 contra 4." Não foi antes de 1993, com a dinastia (cinco copas em sete anos) do Oilers no passado, que a NHL voltou para as regras anteriores de 4 contra 4. 

## Temporada Regular
O Edmonton Oilers retomou novamente a liderança geral na temporada regular, enquanto o Philadelphia Flyers caiu para segundo. O Flyers continuou seu domínio na Conferência Gales apesar da morte de seu goleiro vencedor do Troféu Vezina, Pelle Lindbergh, em um acidente de carro em 11 de novembro. O jogador de Edmonton Wayne Gretzky ganhou seu sétimo Troféu Memorial Hart e seu sexto Troféu Art Ross consecutivos. Esta temporada viu Gretzky marcar 52 gols e estabelecer recordes de 163 assistências e 215 pontos. Esta foi a quarta vez em cinco anos que Gretzky atingiu a marca de 200 pontos; nenhum outro jogador atingiria a marca de 200 pontos, embora Mario Lemieux tenha marcado 199 pontos em 76 jogos em 1989. O defensor do Edmonton Paul Coffey quebrou o recorde de Bobby Orr de mais gols por um defensor em uma temporada, marcando 48 vezes.

### Classificação final
Nota: J = Partidas jogadas, V = Vitórias, D = Derrotas, E = Empates, Pts = Pontos, GP = Gols pró, GC = Gols contra, PEM=Penalizações em minutos

Times que se classificaram aos playoffs estão destacados em negrito

#### Conferência Príncipe de Gales
| Divisão Adams      | J  | V  | D  | E  | Pts | GP  | GC  |
| ------------------ | -- | -- | -- | -- | --- | --- | --- |
| Quebec Nordiques   | 80 | 43 | 31 | 6  | 92  | 330 | 289 |
| Montreal Canadiens | 80 | 40 | 33 | 7  | 87  | 330 | 280 |
| Boston Bruins      | 80 | 37 | 31 | 12 | 86  | 311 | 288 |
| Hartford Whalers   | 80 | 40 | 36 | 4  | 84  | 332 | 302 |
| Buffalo Sabres     | 80 | 37 | 37 | 6  | 80  | 296 | 291 |

| Divisão Patrick     | J  | V  | D  | E  | Pts | GP  | GC  |
| ------------------- | -- | -- | -- | -- | --- | --- | --- |
| Philadelphia Flyers | 80 | 53 | 23 | 4  | 110 | 335 | 241 |
| Washington Capitals | 80 | 50 | 23 | 7  | 107 | 315 | 272 |
| New York Islanders  | 80 | 39 | 29 | 12 | 90  | 327 | 284 |
| New York Rangers    | 80 | 36 | 38 | 6  | 78  | 280 | 276 |
| Pittsburgh Penguins | 80 | 34 | 38 | 8  | 76  | 313 | 305 |
| New Jersey Devils   | 80 | 28 | 49 | 3  | 59  | 300 | 374 |

#### Conferência Clarence Campbell
| Divisão Norris        | J  | V  | D  | E | Pts | GP  | GC  |
| --------------------- | -- | -- | -- | - | --- | --- | --- |
| Chicago Black Hawks   | 80 | 39 | 33 | 8 | 86  | 351 | 349 |
| Minnesota North Stars | 80 | 38 | 33 | 9 | 85  | 327 | 305 |
| St. Louis Blues       | 80 | 37 | 34 | 9 | 83  | 302 | 291 |
| Toronto Maple Leafs   | 80 | 25 | 48 | 7 | 57  | 311 | 386 |
| Detroit Red Wings     | 80 | 17 | 57 | 6 | 40  | 266 | 415 |

| Divisão Smythe    | J  | V  | D  | E   | Pts | GP  | GC  | PEM |
| ----------------- | -- | -- | -- | --- | --- | --- | --- | --- |
| Edmonton Oilers   | 80 | 17 | 7  | 119 | 426 | 310 |     |     |
| Calgary Flames    | 80 | 40 | 31 | 9   | 89  | 354 | 315 |     |
| Winnipeg Jets     | 80 | 26 | 47 | 7   | 59  | 295 | 372 |     |
| Vancouver Canucks | 80 | 23 | 44 | 13  | 59  | 282 | 333 |     |
| Los Angeles Kings | 80 | 23 | 49 | 8   | 54  | 284 | 389 |     |

## Playoffs
Nota: Todas as datas em 1986

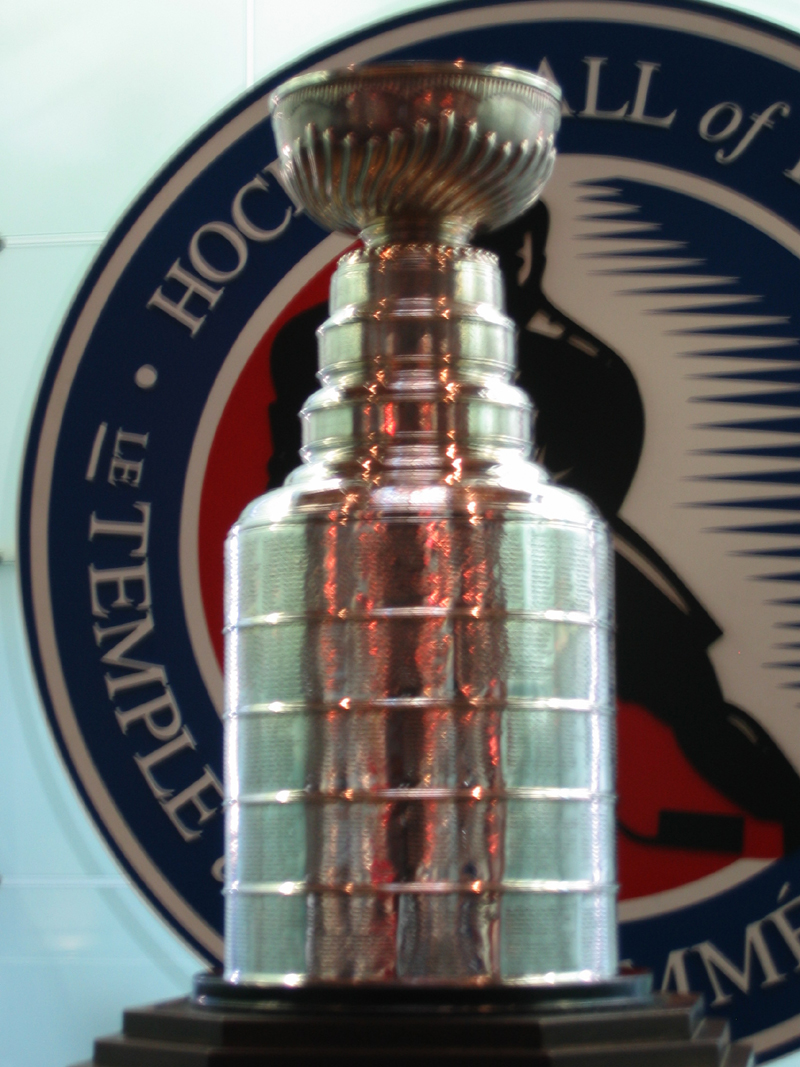
Copa Stanley

Os playoffs de 1986 viram três dos primeiros colocados eliminados na primeira rodada e o quarto, Edmonton, sair fora na segunda rodada.
O Montreal Canadiens decidiu disputar com um goleiro estreante chamado Patrick Roy. Esta decisão provou ser tão boa quanto a vez em que o clube levou o goleiro estreante Ken Dryden para o título da Copa Stanley em 1971. Na final, o Canadiens bateu o Calgary Flames, que também tinha um goleiro estreante, Mike Vernon. Patrick Roy venceu o Troféu Conn Smythey como melhor jogador dos playoffs, levando apenas 1,92 gol por jogo e vencendo 15 partidas.

### Tabela dos Playoffs
|  | Fase preliminar | Fase preliminar       | Fase preliminar  |                     |                     | Quartas-de-final    | Quartas-de-final | Quartas-de-final |  |    | Semifinais         | Semifinais | Semifinais |  |    | Final da Copa Stanley | Final da Copa Stanley | Final da Copa Stanley |
|  |                 |                       |                  |                     |                     |                     |                  |                  |  |    |                    |            |            |  |    |                       |                       |                       |
|  | A1              | Quebec Nordiques      | 0                |                     |                     |                     |                  |                  |  |    |                    |            |            |  |    |                       |                       |                       |
|  | A4              | Hartford Whalers      | 3                |                     |                     |                     |                  |                  |  |    |                    |            |            |  |    |                       |                       |                       |
|  | A4              | Hartford Whalers      | 3                |                     | A4                  | Hartford Whalers    | 3                |                  |  |    |                    |            |            |  |    |                       |                       |                       |
|  |                 |                       |                  |                     | A4                  | Hartford Whalers    | 3                |                  |  |    |                    |            |            |  |    |                       |                       |                       |
|  |                 |                       | A2               | Montreal Canadiens  | 4                   |                     |                  |                  |  |    |                    |            |            |  |    |                       |                       |                       |
|  | A2              | Montreal Canadiens    | A2               | Montreal Canadiens  | 4                   | 3                   |                  |                  |  |    |                    |            |            |  |    |                       |                       |                       |
|  | A2              | Montreal Canadiens    |                  |                     |                     | 3                   |                  |                  |  |    |                    |            |            |  |    |                       |                       |                       |
|  | A3              | Boston Bruins         | 0                |                     |                     |                     |                  |                  |  |    |                    |            |            |  |    |                       |                       |                       |
|  | A3              | Boston Bruins         | 0                |                     |                     |                     |                  |                  |  | A2 | Montreal Canadiens | 4          |            |  |    |                       |                       |                       |
|  |                 |                       |                  |                     |                     |                     |                  |                  |  | A2 | Montreal Canadiens | 4          |            |  |    |                       |                       |                       |
|  |                 | P4                    | New York Rangers | 1                   |                     |                     |                  |                  |  |    |                    |            |            |  |    |                       |                       |                       |
|  | P1              | P4                    | New York Rangers | 1                   | Philadelphia Flyers | 2                   |                  |                  |  |    |                    |            |            |  |    |                       |                       |                       |
|  | P1              |                       |                  |                     | Philadelphia Flyers | 2                   |                  |                  |  |    |                    |            |            |  |    |                       |                       |                       |
|  | P4              | New York Rangers      | 3                |                     |                     |                     |                  |                  |  |    |                    |            |            |  |    |                       |                       |                       |
|  | P4              | New York Rangers      | 3                |                     | P4                  | New York Rangers    | 4                |                  |  |    |                    |            |            |  |    |                       |                       |                       |
|  |                 |                       |                  |                     | P4                  | New York Rangers    | 4                |                  |  |    |                    |            |            |  |    |                       |                       |                       |
|  |                 |                       | P2               | Washington Capitals | 2                   |                     |                  |                  |  |    |                    |            |            |  |    |                       |                       |                       |
|  | P2              | Washington Capitals   | P2               | Washington Capitals | 2                   | 3                   |                  |                  |  |    |                    |            |            |  |    |                       |                       |                       |
|  | P2              | Washington Capitals   |                  |                     |                     | 3                   |                  |                  |  |    |                    |            |            |  |    |                       |                       |                       |
|  | P3              | New York Islanders    | 0                |                     |                     |                     |                  |                  |  |    |                    |            |            |  |    |                       |                       |                       |
|  | P3              | New York Islanders    | 0                |                     |                     |                     |                  |                  |  |    |                    |            |            |  | A2 | Montreal Canadiens    | 4                     |                       |
|  |                 |                       |                  |                     |                     |                     |                  |                  |  |    |                    |            |            |  | A2 | Montreal Canadiens    | 4                     |                       |
|  |                 | S2                    | Calgary Flames   | 1                   |                     |                     |                  |                  |  |    |                    |            |            |  |    |                       |                       |                       |
|  | N1              | S2                    | Calgary Flames   | 1                   | Chicago Black Hawks | 0                   |                  |                  |  |    |                    |            |            |  |    |                       |                       |                       |
|  | N1              |                       |                  |                     | Chicago Black Hawks | 0                   |                  |                  |  |    |                    |            |            |  |    |                       |                       |                       |
|  | N4              | Toronto Maple Leafs   | 3                |                     |                     |                     |                  |                  |  |    |                    |            |            |  |    |                       |                       |                       |
|  | N4              | Toronto Maple Leafs   | 3                |                     | N4                  | Toronto Maple Leafs | 3                |                  |  |    |                    |            |            |  |    |                       |                       |                       |
|  |                 |                       |                  |                     | N4                  | Toronto Maple Leafs | 3                |                  |  |    |                    |            |            |  |    |                       |                       |                       |
|  |                 |                       | N3               | St. Louis Blues     | 4                   |                     |                  |                  |  |    |                    |            |            |  |    |                       |                       |                       |
|  | N2              | Minnesota North Stars | N3               | St. Louis Blues     | 4                   | 2                   |                  |                  |  |    |                    |            |            |  |    |                       |                       |                       |
|  | N2              | Minnesota North Stars |                  |                     |                     | 2                   |                  |                  |  |    |                    |            |            |  |    |                       |                       |                       |
|  | N3              | St. Louis Blues       | 3                |                     |                     |                     |                  |                  |  |    |                    |            |            |  |    |                       |                       |                       |
|  | N3              | St. Louis Blues       | 3                |                     |                     |                     |                  |                  |  | N3 | St. Louis Blues    | 3          |            |  |    |                       |                       |                       |
|  |                 |                       |                  |                     |                     |                     |                  |                  |  | N3 | St. Louis Blues    | 3          |            |  |    |                       |                       |                       |
|  |                 | S2                    | Calgary Flames   | 4                   |                     |                     |                  |                  |  |    |                    |            |            |  |    |                       |                       |                       |
|  | S1              | S2                    | Calgary Flames   | 4                   | Edmonton Oilers     | 3                   |                  |                  |  |    |                    |            |            |  |    |                       |                       |                       |
|  | S1              |                       |                  |                     | Edmonton Oilers     | 3                   |                  |                  |  |    |                    |            |            |  |    |                       |                       |                       |
|  | S4              | Vancouver Canucks     | 0                |                     |                     |                     |                  |                  |  |    |                    |            |            |  |    |                       |                       |                       |
|  | S4              | Vancouver Canucks     | 0                |                     | S1                  | Edmonton Oilers     | 3                |                  |  |    |                    |            |            |  |    |                       |                       |                       |
|  |                 |                       |                  |                     | S1                  | Edmonton Oilers     | 3                |                  |  |    |                    |            |            |  |    |                       |                       |                       |
|  |                 |                       | S2               | Calgary Flames      | 4                   |                     |                  |                  |  |    |                    |            |            |  |    |                       |                       |                       |
|  | S2              | Calgary Flames        | S2               | Calgary Flames      | 4                   | 3                   |                  |                  |  |    |                    |            |            |  |    |                       |                       |                       |
|  | S2              | Calgary Flames        |                  |                     |                     | 3                   |                  |                  |  |    |                    |            |            |  |    |                       |                       |                       |
|  | S3              | Winnipeg Jets         | 0                |                     |                     |                     |                  |                  |  |    |                    |            |            |  |    |                       |                       |                       |

### Final
Montreal Canadiens vs. Calgary Flames
| Data       | Visitantes | Placar | Mandante | Placar |      |
| ---------- | ---------- | ------ | -------- | ------ | ---- |
| 16 de maio | Montreal   | 2      | Calgary  | 5      |      |
| 18 de maio | Montreal   | 3      | Calgary  | 2      | (OT) |
| 20 de maio | Calgary    | 3      | Montreal | 5      |      |
| 22 de maio | Calgary    | 0      | Montreal | 1      |      |
| 24 de maio | Montreal   | 4      | Calgary  | 3      |      |

Montreal venceu a série melhor-de-sete por 4–1

## Prêmios da NHL
| Prêmios de 1985-86 da NHL       | Prêmios de 1985-86 da NHL                     |
| ------------------------------- | --------------------------------------------- |
| Troféu dos Presidentes:         | Edmonton Oilers                               |
| Troféu Príncipe de Gales:       | Montreal Canadiens                            |
| Taça Clarence S. Campbell:      | Calgary Flames                                |
| Troféu Art Ross:                | Wayne Gretzky, Edmonton Oilers                |
| Troféu Memorial Bill Masterton: | Charlie Simmer, Boston Bruins                 |
| Troféu Memorial Calder:         | Gary Suter, Calgary Flames                    |
| Troféu Conn Smythe:             | Patrick Roy, Montreal Canadiens               |
| Troféu Frank J. Selke:          | Troy Murray, Chicago Black Hawks              |
| Troféu Memorial Hart:           | Wayne Gretzky, Edmonton Oilers                |
| Prêmio Jack Adams:              | Glen Sather, Edmonton Oilers                  |
| Troféu Memorial James Norris:   | Paul Coffey, Edmonton Oilers                  |
| Troféu Memorial Lady Byng:      | Mike Bossy, New York Islanders                |
| Prêmio Lester B. Pearson:       | Mario Lemieux, Pittsburgh Penguins            |
| Prêmio Mais/Menos da NHL:       | Mark Howe, Philadelphia Flyers,               |
| Troféu William M. Jennings:     | Bob Froese/Darren Jensen, Philadelphia Flyers |
| Troféu Vezina:                  | John Vanbiesbrouck, New York Rangers          |
| Troféu Lester Patrick:          | John MacInnes, Jack Riley                     |

### Seleções da liga
| Primeiro Time                        | Posição | Segundo Time                       |
| ------------------------------------ | ------- | ---------------------------------- |
| John Vanbiesbrouck, New York Rangers | G       | Bob Froese, Philadelphia Flyers    |
| Paul Coffey, Edmonton Oilers         | D       | Larry Robinson, Montreal Canadiens |
| Mark Howe, Philadelphia Flyers       | D       | Ray Bourque, Boston Bruins         |
| Wayne Gretzky, Edmonton Oilers       | C       | Mario Lemieux, Pittsburgh Penguins |
| Mike Bossy, New York Islanders       | PD      | Jari Kurri, Edmonton Oilers        |
| Michel Goulet, Quebec Nordiques      | PE      | Mats Naslund, Montreal Canadiens   |

## Artilheiros
J = Partidas jogadas, G = Gols, A = Assistências, Pts = Pontos, PEM = Penalizações em minutos
| Jogador        | Time                  | J  | G  | A   | Pts |
| -------------- | --------------------- | -- | -- | --- | --- |
| Wayne Gretzky  | Edmonton Oilers       | 80 | 52 | 163 | 215 |
| Mario Lemieux  | Pittsburgh Penguins   | 79 | 48 | 93  | 141 |
| Paul Coffey    | Edmonton Oilers       | 79 | 48 | 90  | 138 |
| Jari Kurri     | Edmonton Oilers       | 78 | 68 | 63  | 131 |
| Mike Bossy     | New York Islanders    | 80 | 61 | 62  | 123 |
| Peter Stastny  | Quebec Nordiques      | 76 | 41 | 81  | 122 |
| Denis Savard   | Chicago Black Hawks   | 80 | 47 | 69  | 116 |
| Mats Naslund   | Montreal Canadiens    | 80 | 43 | 67  | 110 |
| Dale Hawerchuk | Winnipeg Jets         | 80 | 46 | 59  | 105 |
| Neal Broten    | Minnesota North Stars | 80 | 29 | 76  | 105 |

### Goleiros líderes
J = Partidas jogadas, MJ=Minutos jogados, GC = Gols contra, TG = Tiros ao gol, MGC = Média de gols contra, V = Vitórias, D = Derrotas, E = Empates, SO = Shutouts
| Jogador            | Time                                | J  | MJ   | GC  | SO | MGC  |
| ------------------ | ----------------------------------- | -- | ---- | --- | -- | ---- |
| Bob Froese         | Philadelphia Flyers                 | 51 | 2728 | 116 | 5  | 2.55 |
| Al Jensen          | Washington Capitals                 | 44 | 2437 | 129 | 2  | 3.18 |
| Clint Malarchuk    | Quebec Nordiques                    | 46 | 2657 | 142 | 4  | 3.21 |
| Kelly Hrudey       | New York Islanders                  | 45 | 2563 | 137 | 1  | 3.21 |
| John Vanbiesbrouck | New York Rangers                    | 61 | 3326 | 184 | 3  | 3.32 |
| Patrick Roy        | Montreal Canadiens                  | 47 | 2651 | 148 | 1  | 3.35 |
| Pat Riggin         | Washington Capitals / Boston Bruins | 46 | 2641 | 150 | 1  | 3.41 |
| Rick Wamsley       | St. Louis Blues                     | 42 | 2517 | 144 | 1  | 3.43 |
| Pete Peeters       | Boston Bruins / Washington Capitals | 42 | 2506 | 144 | 1  | 3.45 |
| Don Beaupre        | Minnesota North Stars               | 52 | 3073 | 182 | 1  | 3.55 |

## Estreias
Esta é uma lista de jogadores importantes que jogaram seu primeiro jogo na NHL em 1985-86 (listados com seu primeiro time, asterisco marca estreia nos playoffs):
- Bill Ranford, Boston Bruins
- Daren Puppa, Buffalo Sabres
- Brian Bradley, Calgary Flames
- Gary Suter, Calgary Flames
- Brett Hull*, Calgary Flames
- Adam Oates, Detroit Red Wings
- Petr Klima, Detroit Red Wings
- Bob Probert, Detroit Red Wings
- Shayne Corson, Montreal Canadiens
- Kirk McLean, New Jersey Devils
- Scott Mellanby, Philadelphia Flyers
- Craig Simpson, Pittsburgh Penguins
- Jeff Brown, Quebec Nordiques
- Cliff Ronning*, St. Louis Blues
- Wendel Clark, Toronto Maple Leafs
- Dave Lowry, Vancouver Canucks
- Jim Sandlak, Vancouver Canucks

## Últimos jogos
Esta é uma lista de jogadores importantes que jogaram seu último jogo na NHL em 1985-86 (listados com seu último time):
- Tom Lysiak, Chicago Black Hawks
- Mike Rogers, Edmonton Oilers
- Mario Tremblay, Montreal Canadiens
- Bob Nystrom, New York Islanders
- Pelle Lindbergh, Philadelphia Flyers
- Denis Herron, Pittsburgh Penguins
- Don Edwards, Toronto Maple Leafs
- Marian Stastny, Toronto Maple Leafs
- Jiri Bubla, Vancouver Canucks
- Dan Bouchard, Winnipeg Jets

## Data limite para negociações
Data limite: 11 de março de 1986.
- 8 de março de 1986: John Anderson negociado de Quebec para Hartford por Risto Siltanen.
- 10 de março de 1986: Peter Andersson negociado de Washington para Quebec pela terceira escolha de Quebec no Draft de 1986..
- 10 de março de 1986: Reed Larson negociado de Detroit para Boston por Mike O'Connell.
- 10 de março de 1986: Darren Veitch negociado de Washington para Detroit por John Barrett e Greg Smith.
- 11 de março de 1986: Bob Crawford negociado de Hartford para NY Rangers por Mike McEwen.
- 11 de março de 1986: Ron Duguay negociado de Detroit para Pittsburgh por Doug Shedden.
- 11 de março de 1986: Dwight Foster negociado de Detroit para Boston por Dave Donnelly.
- 11 de março de 1986: Nick Fotiu negociado de NY Rangers para Calgary por considerações futuras.
- 11 de março de 1986: Glenn Resch negociado de New Jersey para Philadelphia pela terceira escolha de Philadelphia no Draft de 1986.
- 11 de março de 1986: Phil Russell negociado de New Jersey para Buffalo pela 12ª escolha de Buffalo no Draft de 1986.
- 11 de março de 1986: John Tonelli negociado de NY Islanders para Calgary por Steve Konroyd e Richard Kromm.
- 11 de março de 1986: Rik Wilson negociado de Calgary para Chicago por Tom McMurchy.